# حملة ساحل الخليج
كانت حملة ساحل الخليج أو الفتح الإسباني لغرب فلوريدا في الحرب الثورية الأمريكية، سلسلة من العمليات العسكرية التي وجّهها في المقام الأول حاكم لويزيانا الإسبانية، برناردو دي غالفيز ضد مقاطعة غرب فلوريدا البريطانية. بدأت عمليات ضد المواقع البريطانية على نهر المسيسيبي بعد وقت قصير من إندلاع الحرب بيت بريطانيا وإسبانيا في عام 1779، أكمل غالفيز غزو غرب فلوريدا في عام 1781 مع الحصار الناجح لبينساكولا.

## الخلفية
دخلت إسبانيا رسميًا الحرب الثورية الأمريكية في 8 مايو 1779، بإعلان رسمي للحرب من قبل الملك كارلوس الثالث. أعقب هذا الإعلان إعلان آخر في 8 يوليو سمح لرعاياه الاستعماريين بالتدخل في أعمال قتالية ضد البريطانيين. عندما تلقى برناردو دي غالفيز، الحاكم الاستعماري للويزيانا الإسبانية، خبرًا عن هذا في 21 يوليو، بدأ على الفور في التخطيط سرًا للعمليات الهجومية. اعترض غالفيز، الذي كان يخطط لإمكانية اندلاع حرب منذ أبريل، اتصالات من البريطانيين في بينساكولا تشير إلى أن البريطانيين كانوا يخططون لهجوم مفاجئ على نيو أورلينز. لقد قرر شن هجومه الخاص أولًا. ولهذه الغاية، أخفى عن الجمهور استلامه الإعلان الثاني.

## السيطرة على الجزء السفلي من المسيسيبي

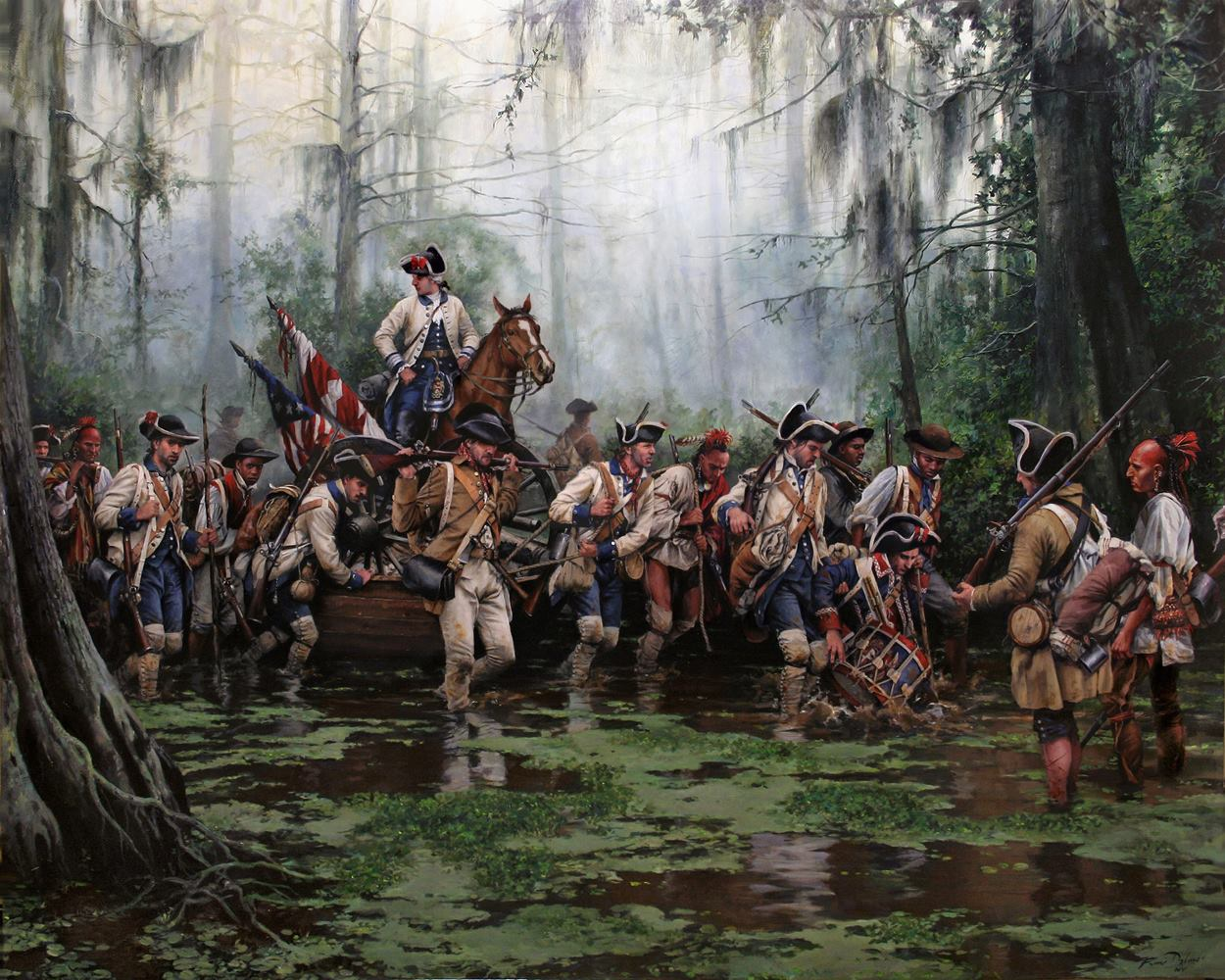
لوحة تصور التقدم الإسباني في الجزء السفلي من ولاية ميسيسيبي بواسطة أوغستو فيرير-دالماو

في 27 أغسطس، انطلق غالفيز برًا نحو باتون روج، وقاد قوة تتألف من 520 فردًا نظاميًا، ثلثيهم من المجندين حديثًا، و60 من رجال الميليشيات، و80 من السود والمولون الأحرار، وعشرة متطوعين أنجلو أمريكيين برئاسة أوليفر بولوك. وأثناء سيرهم في النهر زادت قوتهم من خلال انضمام 600 رجل آخر، بما في ذلك الهنود والأكاديين. بلغ عدد القوات في ذروتها أكثر من 1400؛ تم تخفيض هذا العدد بسبب صعوبات المسيرة، عدة مئات، قبل أن يصلوا إلى فورت بوت.
في فجر يوم 7 سبتمبر هاجمت هذه القوة فورت بوت، وهي بقايا منحلة من الحرب الفرنسية والهندية تم الدفاع عنها بواسطة قوة رمزية. وبعد مناوشة قصيرة قتل فيها ألماني، استسلمت معظم الحامية. لقد شق الستة الذين فروا من الأسر طريقهم إلى باتون روج لإخطار القوات البريطانية هناك باحتلال القلعة.
بعد بضعة أيام من الراحة، تقدم غالفيز على باتون روج، على بعد 15 ميل (24 كـم) فقط من فورت بوت. وعندما وصل إلى باتون روج في 12 سبتمبر، وجد غالفيز فورت ريتشموند الجديدة محصنًا بأكثر من 400 جندي من الجيش النظامي و150 ميليشيا، تحت القيادة العامة للعقيد ألكسندر ديكسون. وبعد حصار دام تسعة أيام، استسلم ديكسون.
طلب غالفيز وحصل على شروط تشمل استسلام 80 من المشاة النظاميين في فورت بانمور (ناتشيز الحديثة والميسيسيبي)، وهو موقف محصن كان من الصعب على غالفيز اتخاذه عسكريًا. أمر ديكسون باستسلام 375 جنديًا عاديًا في اليوم التالي. قام غالفيز بنزع سلاح ميليشيا ديكسون وإرساله إلى المنزل. ثم أرسل مفرزة من 50 رجلًا للسيطرة على بانمور. لقد فصل الميليشيات الخاصة به، وترك حامية كبيرة في باتون روج، وعاد إلى نيو أورلينز مع حوالي 50 رجلًا.

## موبيل
في أوائل عام 1780، بدأ غالفيز رحلة استكشافية للاستيلاء على موبيل، التي كانت واحدة من مؤسستين عسكريتين بريطانيتين رئيسيتين فقط تُركتا في غرب فلوريدا، والأخرى هي العاصمة، بينساكولا. وبعد تجميع 750 رجلًا في نيو أورليانز، أبحر لموبيل في 11 يناير، ووصل إلى خليجها في 9 فبراير بعد أن تأخر بسبب العواصف. في 20 فبراير انضمت إليه قوة داعمة من 450 من هافانا، لكنه لم يبدأ عمليات الحصار حتى 1 مارس. وبعد 14 يومًا من القصف، تم اختراق أسوار فورت شارلوت، واستسلم قائدها الكابتن إلياس دورنفورد.
سعى غالفيز في خريف عام 1780 إلى الاستيلاء على بينساكولا، وإطلاق قوته البحرية من موبيل، لكن تفرّق الأسطول بسبب إعصار كبير. لقد شقّت بقاياه الممزقة طريقها إلى هافانا أو نيو أورلينز، وبدأ التخطيط مرة أخرى لرحلة استكشافية في عام 1781.
عندما كانت الحرب مع إسبانيا وشيكة، حاولت السلطات البريطانية في بينساكولا دعم دفاعات غرب فلوريدا، لكن الموارد الضئيلة المخصصة للمنطقة كانت تعني أن الجنرال جون كامبل، القائد العسكري في بينساكولا، لم يكن بوسعه فعل شيء يذكر لوقف تقدم غالفيز. وبحلول أواخر عام 1780، حصل على بعض التعزيزات، وتمكن من تجنيد قوة كبيرة من الهنود المحليين لتعزيز دفاعات بينساكولا. لقد شجعه تدمير بعثة غالفيز على محاولة استعادة موبيل. في يناير 1781، أرسل أكثر من 700 رجل تحت قيادة الكابتن والديكر يوهان فون هانكسلدن للذهاب برًا. هُزمت هذه القوة عندما هاجمت أحد الدفاعات الإسبانية المتقدمة لموبيل، وقتل النقيب هانكسلدن. دفع الهجوم السلطات الإسبانية في كوبا إلى توسيع حامية موبيل.

## بينساكولا
شن غالفيز والسلطات الإسبانية في كوبا مرة أخرى حملة استكشافية ضد بينساكولا في فبراير 1781. ومع قوات بلغ عددها في النهاية حوالي 8000، قام غالفيز، بمساعدة القوات البحرية الإسبانية والفرنسية، أولًا بحصار ميناء بينساكولا، ثم بدأ عمليات الحصار في 9 مارس. وبحلول 30 أبريل، وضع الإسبان بنجاح مدافع يمكنها مهاجمة دفاعات بينساكولا الرئيسية بالكامل. في 8 مايو، صاب مدفع محظوظ مخزن البارود في أحد الدفاعات الخارجية، واستغل الإسبان بسرعة هذا التطور من خلال الاستيلاء على الموقف البريطاني. إدراكًا لموقفه الذي ما عاد قابلًا للاستمرار، فتح كامبل مفاوضات الاستسلام في اليوم التالي. شملت شروط الاستسلام كل غرب فلوريدا البريطانية.

## قائمة المراجع
- Gayarré، Charles (1867). History of Louisiana : The Spanish domination, Volume 3. New York: Widdleton. OCLC:1855106. مؤرشف من الأصل في 2011-09-18.
- Haarmann، Albert (أكتوبر 1960). "The Spanish Conquest of British West Florida, 1779–1781". The Florida Historical Quarterly ع. Volume 39, No. 2. JSTOR:30150253. {{استشهاد بدورية محكمة}}: |العدد= يحتوي على نص زائد (مساعدة)
- Nester، William R (2004). The Frontier War for American Independence. Mechanicsburg, PA: Stackpole Books. ISBN:978-0-8117-0077-1. OCLC:52963301.